# Little Ease

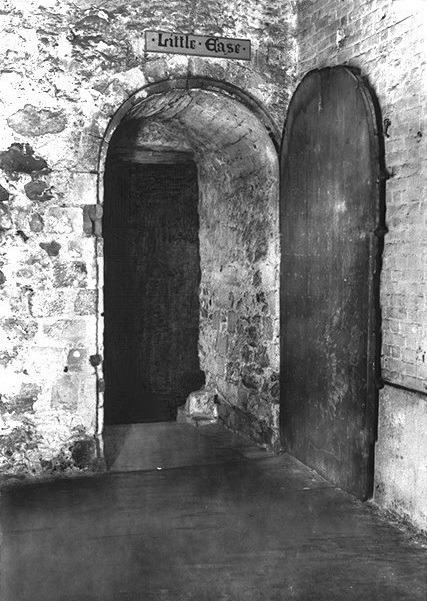
Little Ease im Tower of London (Aufnahme von 1890)

Mit dem englischen Begriff Little Ease (dt. etwa „wenig Bequemlichkeit“) wird eine vor allem im Mittelalter in Europa praktizierte Foltermethode bezeichnet. Der Gefangene wurde dabei in eine sehr kleine Zelle oder ein Loch eingesperrt, in dem er weder stehen noch liegen konnte.
Im Tower of London befanden sich mehrere Little Eases. Die Maße waren 45 cm in der Breite, 120 cm in der Höhe und 60 cm in der Tiefe. Beispielsweise wurde Guy Fawkes (1570–1606), Sprengstoffexperte der Schießpulververschwörung Gunpowder Plot vom 5. November 1605, 50 Tage in einer dieser Zellen gefoltert, bis er seine Mitverschwörer verriet. Edmund Campion  (1540–1581) wurde in einem 4×4 Fuß kleinen Little Ease des Tower of London vier Tage gefoltert, um dem katholischen Glauben abzuschwören.